# Trichrysis
Trichrysis is een geslacht van vliesvleugelige insecten van de familie van de goudwespen (Chrysididae).

## Soorten
- Trichrysis baratzensis Strumia, 2010
- Trichrysis cyanea (Linnaeus, 1758)
- Trichrysis lacerta (Semenov, 1954)